# Vicente Padula
 Vicente Padula  ( Buenos Aires, Argentina, 14 de julio de 1898 - Glendale, California, Estados Unidos, 17 de enero de 1967) fue un actor de cine y televisión argentino.

## Carrera profesional
Se radicó muy joven en los Estados Unidos trabajando como bailarín de tango en lugares de esparcimiento nocturno. Debutó en cine antes de la aparición del sonoro en Winds of the Pampas (1927) dirigido por Arthur Varney y a partir de 1930 trabajó en diversas películas, incluida la musical Charros, gauchos y manolas escrita y dirigida por Xavier Cugat. Al año siguiente intervino en Las luces de Buenos Aires, filmada en los Estudios Joinville de la Paramount ubicados en Francia, que fue el primer filme para este sello de Carlos Gardel, con quien desarrolló una fuerte amistad. El mismo año participó en Barcelona de la película Amor y odio de la European Still Film con buenas críticas para su trabajo que le dieron un empujón en su carrera. En 1932 actuó en la producción argentina La barra de Taponazo y en los años siguientes intervino en varias películas de Gardel: en 1933, Melodía de arrabal y al siguiente El tango en Broadway y Cuesta abajo. En 1937 intervino en el doblaje al español de Snow White and the Seven Dwarfs, el primer largometraje animado de Walt Disney. También filmó en México, entre otras películas: La justicia de Pancho Villa (1940), Cuando quiere un mexicano (1944) y Los hijos de don Venancio (1944). En Argentina intervino también en otros filmes, como El camino de las llamas (1942) y trabajó en la radio, medio este último en el que destacó en el ciclo Don Genaro Roncaforte, una macchietta de Germán Ziclis que se transmitía por Radio Belgrano.
Radicado en Estados Unidos en forma definitiva trabajó en filmes y en programas de televisión y falleció de peritonitis el 17 de enero de 1967.

## Televisión
- El virginiano (serie) 
  - A Slight Case of Charity (1965) … Pepe
- Glynis (serie) 
  - This One Will Kill You (1963) … Generalissimo
- Rin Tin Tin (serie) 
  - The Matador (1959) … Pedro
- Peter Gunn (serie) 
  - The Fuse (1959) … Papá
- Letter to Loretta (serie) 
  - A Visit to Sao Paolo (1958) … Marco
- Colt .45 (serie) 
  - One Good Turn (1957) … Francesco Nuñez
- The Lucy-Desi Comedy Hour (serie) 
  - Lucy Takes a Cruise to Havana (1957) … Dueño del cabaret
  - The Adventures of Jim Bowie (serie)
  - Gone to Texas (1957) … Don Ignacio
- The Gale Storm Show: Oh, Susanna!  (serie) 
  - The Parisian Touch (1957) … Duprez
  - Capri (1956) … Camarero
- Code 3 (serie) 
  - Road Block (1957) … Mendoza
- Lux Video Theatre (serie) 
  - Vice Squad (1957)
  - Tabloid (1956) … Dominic
  - A Bell for Adano (1955) … Erbo
- The Millionaire (serie) 
  - The Virginia Lennart Story (1956) … Firrenza
- You Are There (serie) 
  - The Scuttling of the Graf Spee (December 17, 1939) (1956) … Ministro uruguayo
- Te quiero, Lucy (serie) 
  - Lucy Gets Homesick in Italy (1956)… Gerente del hotel
  - Paris at Last (1956) …Borracho
- The Lineup (serie) 
  - Murder in the Park (1956) … Antonio Panelli
- Damon Runyon Theater (serie) 
  - Situation Wanted (1955) … General Zamora
- My Little Margie (serie) 
  -  Mexican Standoff (1954)

## Filmografía
Actor
- Raymie (1960) …Veulo
- Pier 5, Havana (1959) …General
- The Flame Barrier (1958)…Julio
- Hell Canyon Outlaws (1957)…Julio
- The Cyclops (1957)… Gobernador
- The Brass Legend (1956) …Sánchez
- The Three Outlaws (1956) …Mr. Gutzmer
- Dos pasiones y un amor (1956)…Pagnil
- The Girl Rush (1955)…Maitre
- La última orden (1955)…General Cos
- Creemos en el amor (1954)…Dr. Martinelli
- The Avengers (1950) …El Mocho/Hernández
- Nace la libertad (1949)
- Ella (1946) …Carlos
- Se acabaron las mujeres (1946) …Gómez
- Los nietos de Don Venancio (1946)
- La hija del payaso (1946)
- El socio (1946)
- Una virgen moderna (1946)
- Las cinco advertencias de Satanás (1945)
- Canaima (1945) …Vellorini el bueno (don Francisco)
- Bartolo toca la flauta (1945) Renard
- Bésame mucho (1945)
- Los hijos de Don Venancio (1944)
- Gran Hotel (1946)
- Cuando quiere un mexicano (1944)
- La luna en el pozo (1942)
- El camino de las llamas (1942)
- La justicia de Pancho Villa (1940) …Vicente Múgica
- Explosivo 008 (1940)
- Una luz en mi camino (1939)
- Snow White and the Seven Dwarfs (1937)
- La viuda quería emociones (1935)
- El tango en Broadway (1934) …Juan Carlos
- Cuesta abajo (1934) …Jorge Linares
- Aves sin rumbo (1934) …El Italiano
- Melodía de arrabal (1933) …Gutiérrez
- La barra de Taponazo (1932)
- Las luces de Buenos Aires (1931) …Ciriaco
- Gente alegre (1931) …Max
- Monsieur Le Fox (1930)
- El presidio (1930) …Dunn
- El último de los Vargas (1930) …Blanco
- Del mismo barro (1930) …Sr. Fullerton
- Amor audaz (1930) …Silvestre Corbett
- La fuerza del querer (1930) …Steve
- El cuerpo del delito (1930) …Sargento Heath
- Charros, gauchos y manolas (1930) …artista argentino
- Winds of the Pampas (1927) …Emilio